# Centre de Recursos Pedagògics Maria Montessori
Centre de Recursos Pedagògics Maria Montessori és un centre creat a l'Alguer mitjançant un conveni signat el 1993 entre Òmnium Cultural i la universitat de Sàsser i que té com a objectiu promoure accions de formació del professorat, cursos de llengua i crear materials didàctics en el registre propi del català de l'Alguer, editant tots els texts que afavoreixin la difusió del català, sota la tutela de la càtedra de llengua i literatura catalanes de la Universitat de Sàsser.
Des del 1993 organitza una Escola d'Estiu per a Mestres. També ha dut a terme el projecte Palomba d'ensenyament de l'alguerès. Edita la revista infantil mensual Mataresies i des del 1999 és la seu del punt de suport que la Universitat Oberta de Catalunya té a l'Alguer.

## Projecte Palomba
Projecte Palomba és un projecte dut a terme pel Centre de Recursos Pedagògics Maria Montessori des del 1999 gràcies a un acord entre l'Ajuntament de l'Alguer, Òmnium Cultural de l'Alguer i l'Enllaç de Germanor amb l'Alguer. El Projecte deu el nom a Joan Palomba, mestre i lingüista alguerès que creà la gramàtica de la variant dialectal. Tal projecte representa la primera aplicació pràctica de la llei sarda aprovada el 1997 Promozione e valorizzazione della cultura e della lingua della Sardegna (Promoció i valoració de la cultura de la llengua a Sardenya).
El Projecte ha aconseguit que s'imparteixi una hora de català setmanal en horari lectiu en els tres nivells d'ensenyament: infantil (de 3 a 6 anys), elemental (de 6 a 10 anys) i primari (de 10 a 13 anys). El 2008 el projecte impartia 84 classes setmanals a un total de 1.600 alumnes. Tot i que les xifres canvien cada any, a causa de la disponibilitat dels centres i del professorat -pràcticament voluntari-, ha arribat a 100 aules de l'Alguer (80% del total) i a uns 1.800 alumnes. En el marc del projecte també s'organitzen cursos d'estiu per a mestres i diversos materials didàctics per a l'ensenyament de la llengua.
El primer llibre de text de llengua catalana, en la seva variant algueresa, el publicà el setembre de 2006 l'Editorial Eumo de Vic, gràcies al treball conjunt de mestres tant del Principat de Catalunya com de l'Alguer -en concret del Projecte Palomba-, amb el suport del Servei d'Ensenyament del Català del Departament d'Educació de la Generalitat de Catalunya. El llibre, així com la resta de materials didàctics que es fan servir en el Projecte Palomba, segueixen la solucions lingüístiques aprovades el 12 d'abril de 2002 per la Secció Filològica de l'Institut d'Estudis Catalans i que es poden trobar recollides en el document Model d'àmbit restringit de l'alguerès, l'autor del qual és Luca Scala, coordinador del Centre de Recursos Maria Montessori de l'Alguer.
Gràcies a aquest projecte s'ha aconseguit retornar l'alguerès a l'àmbit escolar i, per tant, s'ha pogut començar a reintroduir en l'àmbit formal des de la base. Era fonamental fer que els nens prenguessin consciència de la importància de la llengua i de la seva herència cultural i el retorn d'aquesta a l'escola n'era un element indispensable.